# 2-es busz (Dunaújváros)
A dunaújvárosi 2-es jelzésű autóbusz a Papírgyár, étterem - Autóbusz-állomás - Szórád Márton út - Vasmű út - Papírgyár, étterem útvonalon közlekedik körjáratként. A járatot a Volánbusz üzemelteti.

## Közlekedése
Egyes járatok a Kokszvegyészettől és a Kokszvegyészetig közlekednek.
Mindennap a reggeli és a délutáni csúcsidőben, valamint este közlekedik.

## Útvonala
| Papírgyár, étterem → Autóbusz-állomás → Szórád Márton út → Vasmű út → Papírgyár, étterem |
| --- |
| (Kokszvegyészet – Délivárosi út – Lokomotív utca – Papírgyári út –) Papírgyár, étterem – Papírgyári út – Vasmű tér – Papírgyári út – Hunyadi János utca – Szórád Márton út – Apáczai Csere János út – Vasmű út – Vasmű tér – Papírgyári út – Papírgyár, étterem (- Papírgyári út – Lokomotív utca – Délivárosi út – Kokszvegyészet) |

## Megállóhelyei
| 0  | Kokszvegyészet       |                                                                  | Kokszvegyészet |
|    |                      |                                                                  | |
| 4  | Papírgyár, étterem   | 3, 4, 44                                                         | Papírgyár |
| 5  | Papírgyár, irodaház  | 3, 4, 44                                                         | Papírgyár |
| 6  | Papírgyári elágazás  | 3, 4, 8, 44                                                      | |
| 8  | Közútkezelő kht.     | 3, 4, 44                                                         | Magyar Közút Kht. |
| 9  | Ferrobeton           | 3, 4, 44                                                         | |
| 10 | Tűzoltóság           | 3, 4, 44                                                         | Tűzoltó-parancsnokság |
| 11 | Vasmű igazgatóság    | 3, 4, 18, 29, 35, 40, 44                                         | Dunai Vasmű, Dunaferr Szakközép- és Szakiskola, Vásártér, Stadion, Jégcsarnok, Sportcsarnok                                                                                                 |
| 13 | Autóbusz-állomás     | 4, 8, 11, 18, 20, 22, 23, 24, 25, 27, 29, 32, 33, 35, 40, 44, 45 | Helyközi autóbusz-állomás, Fabó Éva Sportuszoda, Aquantis Wellness- és Gyógyászati Központ, Vásárcsarnok, Dunaújvárosi Egyetem, Vasvári Pál Általános Iskola                                |
| 15 | Szórád Márton út 26. | 4, 8, 11, 18, 20, 22, 23, 24, 25, 27, 29, 32, 33, 35, 40, 44, 45 | Dunaújváros Áruház, Dunaújvárosi Egyetem, Széchenyi István Gimnázium és Kollégium, Dunaújvárosi SZC Kereskedelmi és Vendéglátóipari Szakgimnáziuma és Szakközépiskolája, Csillagvirág Óvoda |
| 16 | Szórád Márton út 44. | 4, 8, 11, 20, 22, 23, 24, 25, 27, 29, 33, 35, 44                 | Dózsa György Általános Iskola, Margaréta Tagóvoda, Krisztus Király templom, Bánki Donát Gimnázium és Szakközépiskola                                                                        |
| 18 | Liszt Ferenc kert    | 3, 8, 11, 18, 20, 22, 23, 24, 25, 29, 32, 33, 35, 40, 45         | József Attila Könyvtár, Munkásművelődési Központ, Dunaferr Szakközép- és Szakiskola Villamos Tagiskola, Petőfi Sándor Általános Iskola                                                      |
| 21 | Dózsa Mozi           | 3, 8, 11, 18, 20, 22, 23, 24, 25, 29, 32, 33, 35, 40, 45         | Városháza, Kormányablak, Szent Pantaleon Kórház, Rendelőintézet, Intercisa Múzeum, Dózsa Mozicentrum, Móricz Zsigmond Általános Iskola, Nemzeti Adó- és Vámhivatal                          |
| 22 | Ady Endre utca       | 3, 8, 11, 18, 20, 22, 23, 24, 25, 29, 32, 33, 35, 40, 45         | Dunaújvárosi Víz-, Csatorna- Hőszolgáltató Kft., Stadion |
| 24 | Vasmű igazgatóság    | 3, 4, 18, 29, 35, 40, 44                                         | Dunai Vasmű, Dunaferr Szakközép- és Szakiskola, Vásártér, Stadion, Jégcsarnok, Sportcsarnok                                                                                                 |
| 25 | Tűzoltóság           | 3, 4, 44                                                         | Tűzoltó-parancsnokság |
| 26 | Ferrobeton           | 3, 4, 44                                                         | |
| 27 | Közútkezelő kht.     | 3, 4, 44                                                         | Magyar Közút Kht. |
| 29 | Papírgyári elágazás  | 3, 4, 8, 44                                                      | |
| 30 | Papírgyár, irodaház  | 3, 4, 44                                                         | Papírgyár |
| 31 | Papírgyár, étterem   | 3, 4, 44                                                         | Papírgyár |
|    |                      |                                                                  | |
| 35 | Kokszvegyészet       | 3, 8, 44                                                         | Kokszvegyészet |